# Xochitlaxco
Xochitlaxco är en ort i Mexiko.   Den ligger i kommunen Tepetzintla och delstaten Puebla, i den sydöstra delen av landet, 140 km öster om huvudstaden Mexico City. Xochitlaxco ligger 1 951 meter över havet och antalet invånare är 1 414.
Terrängen runt Xochitlaxco är kuperad norrut, men söderut är den bergig. Runt Xochitlaxco är det ganska tätbefolkat, med 149 invånare per kvadratkilometer. Närmaste större samhälle är Zacatlán, 10,2 km väster om Xochitlaxco. I omgivningarna runt Xochitlaxco växer i huvudsak blandskog.